# Xylopia talbotii
Xylopia talbotii este o specie de plante angiosperme din genul Xylopia, familia Annonaceae, descrisă de Arthur Wallis Exell. A fost clasificată de IUCN ca specie vulnerabilă. Conform Catalogue of Life specia Xylopia talbotii nu are subspecii cunoscute.